# Neoconocephalus nebrascensis
Neoconocephalus nebrascensis är en insektsart som först beskrevs av Bruner, L. 1891.  Neoconocephalus nebrascensis ingår i släktet Neoconocephalus och familjen vårtbitare. Inga underarter finns listade i Catalogue of Life.